# 劳伦斯伯克利国家实验室
劳伦斯伯克利国家实验室（英語：Lawrence Berkeley National Laboratory，缩写LBNL，简称伯克利实验室）是一个隶属于美国能源部的国家实验室，从事非绝密级的科学性研究。主要研究范围包括基础能源科学、生物和环境系统科学、先进科学计算、物质基本属性、未来加速器、可持续发展的能源技术等。从1950年代至今，劳伦斯伯克利国家实验室一直是国际物理研究中心之一，共有12名与伯克利实验室相关的研究人员获得了诺贝尔奖。

## 历史
1931年8月26日由欧内斯特·劳伦斯建立，最初名为“加州大学放射实验室（Radiation Laboratory of the University of California）”。位于加州大学伯克利分校的中心校园内伯克利山的山顶。该实验室现由美国能源部委托加州大学代为管理。

## 成就
从1950年代以来，伯克利国家实验室已发现了14种新的化学元素，包括砹、镎、钚、镅、锔、锫、锎、锿、镄、钔、锘、铹、𨧀和𨭎。
伯克利国家实验室于1954年开始运行10亿电子伏特加速器Bevatron，在1955年由此发现了反质子，后又发现了反中子。埃米利奥·塞格雷和欧文·张伯伦因此而获得1959年诺贝尔物理学奖。
伯克利国家实验室的高级光源(Advanced Light Source, ALS)装置由美国能源部资助，是世界上可以产生最亮紫外线和软X射线的光源之一。
1980年代，伯克利实验室的索罗·珀尔穆特组建了超新星宇宙学计划(Supernova Cosmology Project, SCP)，并在1998年发现了暗能量，索罗·珀尔穆特也因此与其他两人共获2011年诺贝尔物理学奖。

## 榮譽

### 諾貝爾獎
目前共有15名實驗室相關科學家獲得諾貝爾獎，共有23名實驗室成員參加的政府間氣候變化專門委員會也獲得2007年諾貝爾和平獎。
| 物理獎                   | 化學獎                    |
| ------------------------ | ------------------------- |
| 約翰·克勞澤 (2022)       | 卡羅琳·貝爾托西 (2022)    |
| 索尔·珀尔马特 (2011)     | 珍妮弗·道德纳 (2020)      |
| 喬治·斯穆特 (2006)       | 李遠哲 (1986)             |
| 朱棣文 (1997)            | 梅爾文·卡爾文 (1961)      |
| 路易斯·阿爾瓦雷茨 (1968) | 埃德溫·麥克米倫 (1951)    |
| 唐納德·格拉澤 (1960)     | 格倫·西奧多·西博格 (1951) |
| 歐文·張伯倫 (1959)       |                           |
| 埃米利奧·塞格雷 (1959)   |                           |
| 欧内斯特·劳伦斯 (1939)   |                           |

## 外部連結
- 官方网站
  - YouTube channel （页面存档备份，存于）
- University of California Office of Laboratory Management （页面存档备份，存于）
- The Rad Lab - Ernest Lawrence and the Cyclotron（页面存档备份，存于）: American Institute of Physics web exhibit
- Lawrence and His Laboratory: A Historian's View of the Lawrence Years（页面存档备份，存于） by J. L. Heilbron, Robert W. Seidel, and Bruce R. Wheaton.
- A Century of Physics at Berkeley: Seedtime for "Big Science", 1930-1950（页面存档备份，存于）
- SPIE Video: Paul Alivisatos: Berkeley Lab director navigates uncertain times with a focus on research（页面存档备份，存于）

37°52′34″N 122°14′49″W / 37.876°N 122.247°W